# The Passion Translation
A The Passion Translation ("Tradução da Paixão") (TPT) ou Bíblia TPT é uma tradução moderna para o inglês do Novo Testamento e de um número crescente de livros da Bíblia Hebraica. O objetivo da "Tradução da Paixão" é "trazer a verdade eterna de Deus para uma expressão altamente legível no nível do coração, que faça com que a verdade e o amor saltem do texto e se alojem dentro de nossos corações". Toda a Bíblia TPT está prevista para ser concluída em 2028. Foi publicada pela primeira vez em 2011 pela 5 Fold Media, embora a editora atual seja a Broadstreet Publishing. O tradutor principal é Brian Simmons.
Em janeiro de 2022, foi removida do website especializado BibleGateway em meio a polêmica, mas permanece disponível no YouVersion e no Logos Bible Software.

## História

### A visão de Simmons
Durante uma entrevista televisiva em 2015, Brian Simmons afirmou que em 2009 Jesus visitou seu quarto e o encarregou de escrever uma nova tradução da Bíblia. Segundo o site da editora Broadstreet Publishing, a visão de Brian para o projeto é que as pessoas leiam e se aproximem de Jesus.

### Tradução e lançamento
A "Tradução da Paixão" é principalmente obra de Simmons. Embora ele afirme que uma equipe de "editores e acadêmicos respeitados" revisou suas traduções e notas de rodapé, nenhum nome foi fornecido. Para a tradução, Simmons afirma ter auxiliado como tradutor na Missão Novas Tribos aos Paya-Kuna. Alguns que trabalharam na tradução Paya-Kuna disseram que Simmons nunca foi tradutor. Afirmaram que ele apenas ajudou na leitura da tradução para os nativos e forneceu feedback aos tradutores sobre quão bem a tradução foi compreendida pelo público-alvo. O Novo Testamento foi publicado em 31 de outubro de 2017.

### Remoção de 2022 do Bible Gateway
Em janeiro de 2022, o site especializado em Bíblia BibleGateway removeu a TPT de sua lista de traduções. Simmons criticou a ação em uma postagem no Facebook já excluída, dizendo que "a cultura do cancelamento está viva no mundo da igreja" e pedindo aos seguidores que solicitassem ao site que restaurasse a versão. A Broadstreet Publishing, no entanto, disse num comunicado que "aceita que a Bible Gateway tenha o direito de tomar decisões conforme acharem adequado com as plataformas que gerenciam". Em novembro de 2023, o site ainda não havia fornecido à Broadstreet Publishing um motivo para a remoção.

## Vinculação com a Nova Reforma Apostólica
Embora seu autor clame ter recebido uma determinação divina (do próprio Jesus Cristo), a motivação por trás da TPT parece ser bem mais mundana: ela teria sido encomendada por líderes da Nova Reforma Apostólica (NRA), um movimento dominionista iniciado em meados dos anos 1990 pelo autoproclamado apóstolo C. Peter Wagner, e que está em franca expansão por todo o mundo. A NRA coloca "uma forte ênfase na doutrina apostólica e governo profético", o que a faz acreditar que as "palavras de sabedoria" dos seus declarados profetas podem ser considerados como "Palavra de Deus". É neste contexto que surge a "Tradução da Paixão", imediatamente endossada por proeminentes líderes da NRA, como Ché Ahn e Bill Johnson, e cujo objetivo seria introduzir "teologia da NRA diretamente no texto bíblico".

## Recepção critica
A "Tradução da Paixão" recebeu algumas críticas positivas e muitas negativas. O pastor Bill Johnson, da Igreja Bethel em Redding, Califórnia, elogiou a tradução como "uma das melhores coisas que aconteceram com a tradução da Bíblia em minha vida". Banning Liebscher, fundador da Jesus Culture, disse: "em um mundo que está em constante abalo, a 'Tradução da Paixão' está tornando as Escrituras acessíveis a uma geração cujas vidas desejam ser estabelecidas na verdade da Palavra de Deus. Jovens e idosos estão a experimentar a liberdade inevitável que surge quando descobrem o poder encontrado na Palavra de Deus, e estão a ser inflamados por uma paixão por Jesus que não se extinguirá. Minha devoção e estudo pessoal foram profundamente impactados pela 'Tradução da Paixão' e sou grato pelo que este trabalho está acrescentando ao corpo de Cristo".
No entanto, Andrew G. Shead, que trabalhou na Bíblia NVI, não considera a TPT uma Bíblia e declarou:
| “ | A TPT não é apenas uma nova tradução; é um texto novo e sua autoridade deriva exclusivamente de seu criador. Como Joseph Smith e "O Livro de Mórmon", Brian Simmons criou uma nova escritura com potencial para governar como cânone uma nova seita.(...) A TPT não é uma Bíblia, e qualquer igreja que o trate como tal e a receba como cânone irá, por essa mesma ação, transformar-se numa seita não ortodoxa. Se a tradução tivesse sido embalada como um comentário sobre as Escrituras, eu não precisaria escrever esta resenha; mas apresentá-lo como Escritura é uma ofensa contra Deus. Todo crente que é ensinado a tratá-las como palavras escritas por Deus está em perigo espiritual. | ” |

Andrew Wilson, pastor de uma igreja New Frontiers International em Londres, salienta que a TPT "não é realmente uma tradução" devido à sua falta de exatidão em relação ao original. Ele aponta especificamente o versículo Gálatas 2:19, "hina theō zēsō", normalmente traduzido como "para que eu possa viver para Deus", que a TPT traduz como "para que eu possa viver para Deus na liberdade do céu".
| “ | Não é uma tradução. É uma interpolação, ou uma glosa, ou (mais claramente) um acréscimo. | ” |

Wilson também menciona Apocalipse 22:18, que diz: "Declaro a todos os que ouvem as palavras da profecia deste livro: se alguém lhe acrescentar algo, Deus lhe acrescentará as pragas descritas neste livro". Ele conclui afirmando que embora a TPT não seja necessariamente ruim, não deve ser considerada como uma escritura.
Outros acadêmicos que teceram críticas sobre a TPT incluem Tremper Longman, Nijay Gupta, Darrell L. Bock, Douglas Moo, Craig Blomberg e Bradley Bitner.